# میرا (تگزاس)
میرا (به انگلیسی: Myra) یک منطقهٔ مسکونی در ایالات متحده آمریکا است که در شهرستان کوک، تگزاس واقع شده‌است. میرا ۲۳۰ نفر جمعیت دارد و ۲۸۴٫۹۹ متر بالاتر از سطح دریا قرار دارد.